# Epizeuxis rotundalis
Epizeuxis rotundalis là một loài bướm đêm trong họ Noctuidae.